# Club Bàsquet L'Hospitalet
il Club Baloncesto L'Hospitalet è il principale club di pallacanestro della città di L'Hospitalet de Llobregat, nella provincia di Barcellona. Fondato nel 1929, è uno dei club più antichi di Spagna nello sport del basket. Attualmente milita nella liga LEB Plata, la terza categoria del campionato spagnolo. Il CB L'Hospitalet è un club storico del basket iberico, fondatore della Liga ACB nel 1983, vanta nel suo palmarès una Coppa di Spagna, vinta nel 1940 e due campionati di Catalogna (1940 e 1941).
Gioca con la divisa bianca e pantaloni azzurri. La maglia di riserva è fatta da una divisa totalmente azzurra.
Il suo campo di gioco è il Complex Esportiu de l'Hospitalet Nord, con una capacità di 2000 spettatori.

## Palmarès
- Copa del Rey: 1

1940

## Roster 2009-2010
|    | Naz.                   | Ruolo | Sportivo      | Anno | Alt. |  |  |
| -- | ---------------------- | ----- | ------------- | ---- | ---- |  |  |
| 4  | Spagna (bandiera)      | G     | Sergi Perez   | 1985 | 191  |  |  |
| 5  | Stati Uniti (bandiera) | AC    | Jeff Parmer   | 1985 | 198  |  |  |
| 6  | Spagna (bandiera)      | C     | Mario Cabanas | 1985 | 207  |  |  |
| 8  | Spagna (bandiera)      | G     | Martí Nualart | 1980 | 190  |  |  |
| 9  | Spagna (bandiera)      | G     | Adriá Mestres | 1989 | 190  |  |  |
| 10 | Spagna (bandiera)      | G     | Xavi Ventura  | 1982 | 192  |  |  |
| 11 | Stati Uniti (bandiera) | AC    | James Holmes  | 1983 | 186  |  |  |
| 12 | Inghilterra (bandiera) | C     | Dzaflo Larkai | 1982 | 204  |  |  |
| 13 | Spagna (bandiera)      | AC    | Andreu Matalí | 1981 | 204  |  |  |
| 14 | Spagna (bandiera)      | AP    | Didac Puig    | 1978 | 189  |  |  |
| 15 | Spagna (bandiera)      | AP    | Sergi Pino    | 1987 | 197  |  |  |

Aggiornato al 28 luglio 2009

### Staff tecnico
| Allenatore: | Mateo Rubio  |
| Assistente: | Joan Braulio |